# Pierre Crockaert
Pierre Crockaert né 1465 et mort en 1514, connu également sous le nom Pierre de Bruxelles, est un philosophe scolastique et théologien flamand. Il a été élève de John Mair et disciple de Guillaume d'Ockham. Plus tard, il a rejoint l'Ordre dominicain, et est devenu un partisan de l'orthodoxie thomiste. Il a enseigné à l'Université de Paris, et est connu pour un certain nombre de commentaires sur Aristote et Pierre d'Espagne ainsi que sur Saint Thomas d'Aquin.